# Govannon
Govannon, auch Gofannon fab Dôn [go'vannon vaːb doːn], ursprünglich *Gobann, ist eine walisische Sagengestalt und eine Figur aus den Vier Zweigen des Mabinogi.

## Mythologie
In der Sage von Kulhwch und Olwen wird Govannon als ein Sohn der Muttergöttin Dôn bezeichnet. Der Riese Ysbaddaden verlangt von König Arthur, Kulhwch und den anderen Mannen, dass er gemeinsam mit seinem Bruder Amaethon ein bestimmtes Feld roden möge. Dies kann Amaethon jedoch nur bewerkstelligen, wenn Govannon am Feldrain die Pflugscharen immer wieder nachschärft. Üblicherweise arbeitet dieser Schmied ausschließlich für Könige.
„[…] dass Govannon, der Sohn von Dôn, an den Feldrain kommt, um nach dem Pflugeisen zu sehen.“
Im vierten Zweig des Mabinogi, Math fab Mathonwy („Math, der Sohn Mathonwys“), und in den walisischen Triaden wird er als Mörder bezeichnet, der seinen Neffen Dylan Eil Ton tötet.
Und der Schlag, der ihm den Tod brachte, den versetzte ihm sein Onkel Gofannon. Und das war einer der Drei unheilvollen Schläge.

## Deutung
Govannon wird oft als Überrest einer altkeltischen Gottheit gedeutet. Er entspricht dem Goibniu der irischen Sage der auf der Isle of Man und in einigen Varianten den Namen Gavida trägt. Der Name Govannon leitet sich vom keltischen Gobannonos („Großer Schmied“) ab. Von den Festlandkelten ist ein spätantiker Gott namens Gobanos inschriftlich überliefert, der wahrscheinlich mit der Figur des Govannon zusammenhängt.
Die drei Söhne der Dôn repräsentieren drei wichtige Stände:
- Gwydyon ist der Druide, der „Gelehrte“
- Govannon ist der Handwerker
- Amaethon ist der Bauer